# La Chapelle-Montbrandeix
La Chapelle-Montbrandeix é uma comuna francesa na região administrativa da Nova Aquitânia, no departamento de Alto Vienne. Estende-se por uma área de 19,83 km². Em 2010 a comuna tinha 262 habitantes (densidade: 13,2 hab./km²).